# Космачская сельская община
Космачская сельская общи́на (укр. Космацька сільська громада) — территориальная община в Косовском районе Ивано-Франковской области Украины.
Административный центр — село Космач.
Население составляет 8189 человек. Площадь — 108,7 км².

## Населённые пункты
В состав общины входят 3 села: Брустуры, Космач и Прокурава.